# Chironomus whitseli
Chironomus whitseli is een muggensoort uit de familie van de dansmuggen (Chironomidae). De wetenschappelijke naam van de soort is voor het eerst geldig gepubliceerd in 1974 door Sublette and Sublette.